# Ördögszikla
Az Ördögszikla (csehül: Čertova stěna) Bedřich Smetana 1879-1882 között komponált háromfelvonásos operája. Szövegkönyvét Eliška Krásnohorská írta. Ősbemutatójára 1882.október 20-án a prágai Új Cseh Színházban került sor.

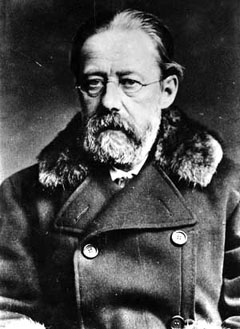
Bedřich Smetana idős korában

## Az opera keletkezése és bemutatása
A cselekmény egy cseh legendán alapul, amely a Moldva folyóra néző puszta sziklafalról szól, a régi Vyšši Brod-i kolostor közelében, ahol állítólag az Ördög leállította a kolostor építését a Moldva duzzasztásával, amely aztán felemelkedett és elárasztotta.
Krásnohorská eredetileg komolynak szánta szövegkönyvét, az egyház és az ördög konfliktusának szimbolikus ábrázolását. Ezzel szemben Smetana kevésbé komoly kezelést akart. Eleget tett a követeléseinek, és előállított egy ilyen szövegkönyvet, de aztán Smetana megváltoztatta a történettel kapcsolatos gondolkodását. A cselekményt úgy dolgozta át, hogy a fiatal lányt, Hedvikát Vok nagyúr néhai első feleségének pótlékává alakította, és a történet ebből a szempontból komolyabbá vált.
A változtatások eredményeként Krásnohorská és Smetana másfél évig nem érintkezett egymással, Smetana pedig az ő közreműködése nélkül lényeges változtatásokat eszközölt Krásnohorská beküldött librettóján, akár 500 eredeti verssort is törölt.
Smetana 1881 márciusában fejezte be az 1. felvonást, a 3. felvonást 1882 áprilisában. Az operát először 1882. október 20-án mutatták be a prágai Új Cseh Színházban. A premier nem járt sikerrel, nehézségekbe ütközött a színpadra állítás és a két énekes vadul ellentmondó megjelenése, akiknek a szereplői állítólag hasonlítanak egymásra.
A librettista és zeneszerző közötti feszültség ellenére Krásnohorská részt vett az ősbemutatón, és megvédte Smetanát abban az értelemben, hogy elhallgatta a librettót érintő kritikákat, azokat a változtatásokat, amelyeket ő maga nem hagyott jóvá.

## Szereplők
| Szerep                                                                                             | Hangnem   |
| -------------------------------------------------------------------------------------------------- | --------- |
| Vok Vítkovic nagyúr                                                                                | bariton   |
| Falkensteini Zavis                                                                                 | kontraalt |
| Jarek, Vok szolgálatában álló lovag                                                                | tenor     |
| Rarach, az ördög                                                                                   | basszus   |
| Hedvika, Šauenburka grófnője                                                                       | szoprán   |
| Michálek, a rozsmberki kastély gondnoka                                                            | tenor     |
| Katuška, a lánya                                                                                   | szoprán   |
| Beneš, remete                                                                                      | basszus   |
| Kórus: II. Přemysl Ottokár hírnökei, lovagok, a grófnő kísérete, kastélylakók, parasztok, szörnyek |           |

## Az opera cselekménye

### Első felvonás
Rožmberki vár mellett sziklás erdős táj, 13. század
Reggel van, és a rožmberki vár gondnoka, Michálek, aki Dél-Csehország urának, a ružei Vok Vítkovicnak a szolgálatában áll, találkozik Jarek lovaggal. Jarek visszatért onnan, hogy Mandalena özvegyének udvartartást fizetett ura nevében, sikertelenül. A két férfi szégyelli, hogy dicsőséges és szelíd mesterük, aki oly kiemelkedő a cseh királyságban, nem talál menyasszonyt. A hűségrohamban Jarek megesküszik Istennek, hogy ő maga nem fog megházasodni, amíg Vok meg nem teszi. Esküjét meghallja Rarach, egy gonosz lélek, aki remetének álcázza magát. Michálek és Jarek elmennek, és Rarach találkozik a remetével, Benešsel, a kettősével. A szent ember démonnak ismeri fel, aki még mindig elkíséri.
Távozásuk után belép Michálek lánya, Katuška, aki alig várja Jarek visszatérését. Kaszás lányok jönnek be az aratásból, hogy köszöntsék őt és megjelenik Jarek, de Katuška visszatartja magát, és arra gondol, hogy mivel egyszerű családból származik, nem méltó lovaghoz. Jarek eloszlatja kétségeit, és szerelméről biztosítja. Jarek eloszlatja kétségeit, és szerelméről biztosítja. Átölelik és megígérik egymást, de megjelenik Rarach, kigúnyolja őket, és emlékezteti Jareket agglegényi esküjére.
Vok királyi kíséretével érkezik, köztük fiatal unokaöccsével, Závišsal. A vár népi üdvözlete. Vok megkérdezi Jareket a küldetése eredményéről, de nem lepődik meg, amikor Jarek azt mondja, hogy Vokot visszautasították: Vok beletörődik, hogy megöregedjen, és egyedül haljon meg. Michálek kastély meggyőzi őt, hogy gondoljon a családja folytatására, és ne szűnjön meg menyasszonyt keresni. Jarek és Rarach csatlakozik ugyanahhoz a könyörgéshez, és a démon elmondja Voknak, hogy a várgondnoknak van egy lenyűgöző lánya. Micháleket elragadtatja a Katuskával kötött házasság gondolata, de Katuška és Jarek elborzad a gondolattól. Ám Záviš gyanítja, hogy a lány mást szeret, és bevallja szerelmét Jarek iránt. Michálek felháborodik, de Vok összefogja Katuška és Jarek kezét, és esküvőt ígér az új Vyšši Brod-i kolostorban. Jarek emlékszik az esküjére, és meg kell tagadnia; Michálek elmagyarázza Voknak, hogy mit esküdött Jarek. Ösztönzi gazdáját, hogy házasodjon meg, és ehhez mások is csatlakoznak. Rarach, akit Benešnek tévesztenek, arra kényszeríti Vokot, hogy ígéretet tegyen az apáttal való találkozásra. Vok beleegyezik, de abban a pillanatban egy hírnök érkezik a kastélyba, hogy közölje Vokkal, hogy Šauenburk úrnője meghalt, és oltalmára bízza árván maradt lányát, Hedvikát. Rarach tanácsára Vok elküldi az árvát, de távozás előtt elmagyarázza, hogy valaha szerette Šauenburk szeretőjét, de az elvetette, és feleségül vett egy másikat. Azóta Vok nem tud más nőt szeretni. Závis elmegy Hedvikáért, míg Vok Rarachhal a kolostorba indul. Beneš összeszedi a bátorságát, hogy feljelentse a démont, de Rarach kinevet.

### Második felvonás
Pásztorkunyhó
Jarek zarándokruhában nyugszik egy régi pásztorkunyhóban – de ez Rarach álruhában. Jarek abban reménykedik, hogy imádkozni, böjtölni és elzarándokolni, hogy kiteljesítse szeretetét, de Katuška iránti szenvedélye marja őt. Rarach álmában Katuškáról álmodik. A Rožmberk-kastély nagytermében Michálek még mindig nem tudja megbirkózni azzal, hogy elszalasztotta a lehetőséget, hogy Vok apósa legyen. Katuška megkéri Benešt (az álruhás Rarachot), hogy intézze el Vokot, hogy férjhez menjen, hogy elvihesse Jareket. Michálek megkéri a hamis Benešt, hogy Vok jegyezzék el, de a lányával. Rarach feltűnik Jarek, aki Katuška karjaiba esik, de visszatér a szerencsétlen eskü emléke. Vok megjelenik Jareknek, hogy üdvözölje őt a kastélyában, de Záviš lelkesen bejelenti Hedvika érkezést. Vok a fiatalság utáni vágyáról és a visszatérésről szóló álmáról énekel.
Hedvika lép be, az édesanyját hagyott medaliont viselve, amelyen Vok azonnal felismeri viszonzatlan szerelmét. Vok lányának fogadja, látva Hedvika arcán az anyjáét. Vok úgy érzi, visszatért régi szerelme. Rarach és Beneš azonban eljön hozzá, és emlékezteti arra az ígéretére, hogy bemegy abba a kolostorba, ahol Beneš apát lesz, és nem házasodik meg. Így nem tudja felszabadítani Jareket az eskü alól.
Vok összehívja udvarát, és bejelenti, hogy aznap este be akar lépni a kolostorba. Mindenki haragszik a remetére, aki felszította az ötletet, és meggyőzi Vokot, hogy ne adja fel a haza szeretetének és szolgálatának áldását. Vok megenyhül és bejelenti, hogy aznap este egy lány jön a kolostorba, hogy őszinte szeretete miatt feleségül vegye.

### Harmadik felvonás
Vok, Záviš és Michálek a kolostor felé tartanak; Vok először Micháleket küldi át a hídon. Záviš nem érti, miért akar nagybátyja a szerzetesek közé tartozni, de Vok megkönnyebbülést lát szertefoszlott reményei miatt. Azt hiszi, Závis és Hedvika szeretik egymást, és azt kívánja, hogy házasodjanak össze. De Záviš meglepődik ezen, mert Hedvika közömbös iránta, és emlékezteti Vokot, hogy otthonában üdvözölte Hedvikát. Most megérkezik Jarek és Katuška, hozzák a gyanútlan Hedvikát. Amikor meglátja a kolostort, rájön, hogy oda vitték, ahol Vok potenciális menyasszonyt vár. Vok megszólítja, de elveszti a bátorságát, és nem követi a szívét; és mind továbbmennek a kolostorba. Hedvika furcsa érzelmet érez a kitörésénél. Záviš, Jarek és Katuška elmennek meggyőzni őt arról, hogy Vok igazán szereti, de gyorsan kell cselekednie.
Záviš meg van győződve arról, hogy Vok szereti Hedvikát, és átsiet a hídon a kolostorba, hogy meggyőzze nagybátyját, de Michálek elzárja az átjárót, mivel megparancsolták neki, hogy senki ne beszéljen az imádkozó Vokkal, és majdnem párbaj alakul ki közöttük. Beneš közbelép. Beneš arra kéri Micháleket, hogy vallja be neki, hogy egy démon dolgozott azon, hogy rávegye Vokot, hogy tartsa vissza magát a szerelemtől, és akadályozza meg Katuška és Jarek házasságát. Ő, Beneš, leállította Vok házasságát, hogy pénzt keressen az új kolostor számára. Michálek megbocsátja a cselszövését, Beneš pedig megkéri, hogy gyorsan vigye Hedvikát Vokba menyasszonynak – de Michálek elhatározza, hogy helyette a Katuskáját adja Voknak.
A gyaloghidat őrző Beneš szembekerül Rarachhal, aki még mindig juhásznak álcázza magát egy birkacsordával. Azonban Beneš ekkorra erősebb a kereszt jelével állítja meg a gyaloghídról és a kolostorhoz közeledő démont.
A völgyben két lánycsoport a kolostor felé tart, abban a reményben, hogy Vok menyasszonya lesz. A falusi legények fűzfaételekkel utolérik őket, és azt állítják, hogy hűtlenek lennének egy fazék aranyért. A lányok bocsánatot kérnek, a párok kibékülnek, de távozásukkor mennydörgés és vihar támad. Rarach megidézi szörnyeit és démonait, akik leugranak a sziklákról és ördögi táncot folytatnak. Rarach megállítja őket, és ráveszi őket, hogy építsenek falat a völgy túloldalán, így a Moldva vize elárasztja a kolostort, és megfulladva Vokot és Benešt.
Megjelenik Závišból menekülő Hedvika, aki látja a kolostort, de a katasztrófa veszélyét is, amelyről Vok nem tud, és figyelmeztetni akarja őt. A Vokot fenyegető veszéllyel szemben ráébred a férfi iránti szerelmére. Jarek megpróbálja visszatartani őt a veszélyes úttól, és magát Vokot is figyelmeztetni, de Hedvika kitart, és együtt felmásznak az ördögfalhoz, miközben a bankból Katuška a védelmükért imádkozik. Hedvikával és Jarekkel Beneš találkozik. Míg Vok csak azt érzékeli, hogy Hedvika odajött hozzá, Beneš az ördög munkáját átkozza, és a fal leomlik, Rarach ereje elszalad, a vihar alábbhagy.
Závis és a nép királyi üzenetet hirdet Voknak. Katuška és Jarek örülnek, mert már tudnak Vok esküvőjéről, tehát a sajátjukról. A küldöttek azt mondják, hogy II. Přemysl Ottokár Vokot nevezte ki Ausztria, Stájerország és Karintia kormányzójává. Vok elfogadja a parancsot, de Hedvika tétovázik, hogy lányaként kövesse-e külföldre. Beneš feleségül szólítja fel. Mindenki hosszú életet kíván Vok úrnak.